# Ozero Skatjalskoje
Ozero Skatjalskoje (ryska: Озеро Скачальское) är en sjö i Belarus.   Den ligger i voblasten Minsks voblast, i den centrala delen av landet, 90 km sydost om huvudstaden Minsk. Ozero Skatjalskoje ligger 159 meter över havet. Arean är 0,39 kvadratkilometer. Den sträcker sig 0,7 kilometer i nord-sydlig riktning, och 0,7 kilometer i öst-västlig riktning.
I omgivningarna runt Ozero Skatjalskoje växer i huvudsak blandskog. Runt Ozero Skatjalskoje är det ganska glesbefolkat, med 21 invånare per kvadratkilometer.